# Volturara Appula
Volturara Appula (fino al 1862 chiamata Volturara) è un comune italiano di 353 abitanti della provincia di Foggia in Puglia.

## Geografia fisica
Volturara sorge su di una collina (Rimpa) dei monti della Daunia, nel nord-ovest della Puglia, a diretto confine con la Campania e non lontano dal confine con il Molise. Il suo territorio è caratterizzato da numerose sorgenti sulfuree e zone boschive.

## Origini del nome
Il nome del comune potrebbe derivare da vultur ("avvoltoio" in latino) col suffisso -ara a indicare un nome collettivo. Il significato sarebbe dunque "città (o zona) di avvoltoi". La specificazione "appula" è un aggettivo indicante l'appartenenza all'Apulia (antico nome della parte centro-settentrionale dell'attuale Puglia), e fu aggiunto ufficialmente con Decreto di Vittorio Emanuele II, dato a Torino il 26 ottobre 1862.

## Storia
Volturara è stata sede vescovile per molti secoli, ed aveva perciò il titolo di città; la data della sua fondazione è sconosciuta, ma viene già citata, con la denominazione di Vulturaria, tra le suffraganee (di rito greco) di Benevento, in un'epistola del 969 di papa Giovanni XIII.
Nel 1433 incorporò la diocesi di Montecorvino; in seguito venne a sua volta aggregata alla diocesi di Lucera a seguito del concordato del 1818 tra re Ferdinando I delle Due Sicilie e papa Pio VII.
Tra i suoi presuli va ricordato Alessandro Geraldini, primo vescovo del Nuovo Mondo, sepolto nella cattedrale di Santo Domingo, ove morì nel 1525.
Tra la fine del X secolo e l'inizio del successivo viene riportata, da alcuni autori, come facente parte della contea di Loritello.
L'abate Ughelli riporta una scrittura del vescovo di Chieti Raynulphus (fine XI secolo), in cui lo stesso prelato afferma essere notorio a clerici e laici che Goffrido de la Vulturara [Goffredo di Capitanata?], in data non precisata, gli ha donato il Castello di San Paolo sopra il Pescara.
Nel Catalogus Baronum di epoca normanna, figura tra i feudi posseduti dal conte Filippo di Civitate; a seguito della conquista angioina, metà del feudo, che era divenuto possesso del vescovo, viene concessa al milite Ugone de Sully (de Suliaco).
Nelle Rationes decimarum Italiae, Apulia, Lucania, Calabria (Città del Vaticano, 1939) è citato, per le decime versate dal 1310 al 1328, un Monastero di S. Pietro in Parietibus, di cui non si hanno in seguito altre notizie.
Con Privilegium dato a Foggia il 16 novembre 1442, re Alfonso I, in considerazione dei danni subiti a causa del conflitto con Renato d'Angiò, concede all'Universitas un'esenzione decennale dal pagamento delle collette.
Nel 1447 Volturara risulta tra i possedimenti del potente barone di origine spagnola Garcia Cavaniglia, conte di Troia, che morirà nel 1452, e conta 183 fuochi (800-900 abitanti circa).
Nel 1478 re Ferdinando ne conferma il possesso, quale erede dei beni feudali di suo padre Paolo, a Giovannella De Molisio, che porta in dote la città al marito Alberico Carafa, duca di Ariano e conte di Marigliano; la conferma è reiterata nel 1497 dal re Federico.
Nello stesso anno il vescovo Guglielmo cede la sua metà del feudo, e si trasferisce a San Bartolomeo in Galdo, che da allora diventerà la residenza vescovile.
All'inizio del Cinquecento, Volturara è praticamente disabitata, e l'allora feudataria Beatrice Carafa, moglie di Alberico II, la ripopola adducendovi una colonia di provenzali, probabilmente originari delle valli valdesi del Piemonte, ai quali concede uno "Statuto", riscoperto nel Novecento, e divenuto assai noto fra gli studiosi per la sua antesignana liberalità. Le gerarchie cattoliche, soprattutto a seguito dell'apertura del Concilio di Trento, decidono di perseguire le numerose colonie valdesi che si erano stabilite in Calabria e Puglia già dall'epoca angioina. Gli abitanti di Volturara sono perciò sottoposti, nel biennio 1563-64, ad un procedimento inquisitorio, condotto dal Padre Cristoforo Rodriguez, della Compagnia di Gesù.
Nel 1528, a seguito della ribellione del Carafa, Volturara è dedotta in patrimonio (requisita dalla Regia Curia) e assegnata nel 1532 al principe di Molfetta, Ferrante Gonzaga, comandante della cavalleria di Carlo V.
Costui, tornato nelle terre natie poiché divenuto primo Duca sovrano di Guastalla, rivende il feudo a Francescantonio Villano. Il 27 febbraio del 1548 il viceré Pietro de Toledo concede il regio assenso alla vendita di Volturara da parte del Villano a Vincenzo Carafa. Il 15 marzo 1569, la città è nuovamente ceduta, per la somma di 29.200 ducati, a Bartolomeo Caracciolo dei signori di Casalbore, il quale ne ottiene l'intestazione quale Utile Signore; nel 1589 Filippo II lo eleverà al rango di marchese, titolo trasmesso quasi subito al figlio Giovambattista come dote nuziale.
Francesco, fratello minore di Giuseppe morto nello stesso giorno del padre, è il terzo e ultimo marchese della Volturara, poiché, oberato di debiti, dopo la vendita fittizia della città al cognato duca di Fragnito, ottiene di spostare il titolo sul feudo materno di Cervinara. Nel 1693, il Sacro Regio Consiglio dichiara nulla la cessione ai Montalto di Fragnito, e, disposto il sequestro, ordina di procedere alla vendita all'incanto della Città che viene acquistata da Pompeo Pignatelli, duca di Montecalvo; i suoi successori ne manterranno il possesso fino all'abolizione del feudalesimo, non senza continue liti con l'Università.
Nel 1624 Michele Ajasso fonda, con un lascito, il primo Monte frumentario del Regno di Napoli.
Dal Catasto onciario, pubblicato nel 1743 a cura del notaio Paolo Tomaselle, risulta esistesse anche un "Monte per le vedove e gli orfani" sostenuto dal Capitolo della cattedrale e da private elargizioni; nello stesso Catasto è citata una chiesa di San Biase, di cui non esiste più alcuna traccia.
Con sentenza pronunciata il 18 luglio 1809 la Commissione Feudale assegnava al Comune di Volturara le "difese" del "Montauro" e di "San Gregorio", e il feudo agricolo "Li Puzzilli", mentre riconosceva agli ultimi baroni (Duchi di Montecalvo) il possesso del "Bosco di Sant'Antonio", seppur gravato da usi civici, quale bene ex-feudale.
Dopo la caduta di Gioacchino Murat e la conseguente restaurazione borbonica, Volturara diviene un attivo centro carbonaro, i cui affiliati (perlomeno quelli di cui esisteva ancora documentazione) vennero minuziosamente riportati dalla studiosa Gemma Caso nella sua ricerca sulla Carboneria in Capitanata.

## Monumenti e luoghi d'interesse

### Architetture religiose
- Ex chiesa cattedrale del XIII secolo, dedicata alla Vergine Assunta, con possente campanile a torre. Di stile romanico pugliese, conserva al suo interno un altare policromo del XVII secolo e alcune tele seicentesche raffiguranti i santi Pietro e Paolo. Essa è il frutto dell'ampliamento di una primitiva chiesa cattedrale dedicata a san Michele Arcangelo.[23]
- Santuario della Madonna della Sanità, risalente al XVI secolo. La leggenda narra che fu fatto edificare dal marchese Bartolomeo Caracciolo in segno di riconoscenza per essere rimasto illeso dopo una brutta caduta da cavallo, o a seguito di un incidente con la sua carrozza[24]. Il Santuario ha ospitato la prima "Casa" dell'ordine delle Suore apostole del Sacro Cuore, fondato nel 1936 dalla Beata[25] Suor Maria Crocifissa del Divino Amore (al secolo Maria Gargani1892-1973), discepola di San Pio da Pietrelcina.
- Chiesa del Carmelo: piccolo tempio della seconda metà del '700, sede dell'omonima Confraternita; fu edificata su iniziativa della famiglia Campolattaro, e in origine ospitava due tele, Santa Lucia e San Pasquale Baylón[26] del molisano Michele Scarojna, un pittore di discreta notorietà attivo anche nella Reggia di Caserta.

### Architetture civili
- Palazzo Ducale Caracciolo, del XVI secolo, rimaneggiato e trasformato in residenza civile.
- Palazzo Cairelli (già Pignatelli, e già sede della curia vescovile di Volturara e Montecorvino).[senza fonte]
- Taverna e mulino di Campolattaro: edificati in data imprecisata; per quanto riguarda il mulino ad acqua ormai diruto[27], potrebbe essere addirittura antecedente all'incastellamento dell'abitato; la cosiddetta "Taverna", più propriamente uno xenodochium (stazione di posta, luogo di sosta per pellegrini e viaggiatori, con stalla per il ricovero degli animali) potrebbe essere sorta nel '400 a seguito dell'istituzione della Dohana Mene Pecudum, ed in particolare del tratturo regio Campobasso-Lucera, di cui sarà stata sicuramente una sub-mansione. L'epigrafe posta sull'ingresso, recante la data 1712 in caratteri latini[27], non ha verosimilmente alcuna attinenza con la storia della Taverna.
- Antico Ovile Scaraiazzo, impiegato al tempo della transumanza.

### Aree naturali
- Tratturo Castel di Sangro-Lucera: entra in Volturara dalla Crocella di Motta, attraversa la valle del torrente La Catola, sale da Campolattaro verso il Monte Sant'Angelo e, poco dopo la Crocella di Sant'Angelo, prende a costeggiare brevemente il confine con San Bartolomeo in Galdo per poi inoltrarsi nel territorio di San Marco la Catola.
- Tratturello Volturara-Castelfranco: diramazione del precedente, si dirigeva a Castelfranco in Miscano passando per San Bartolomeo in Galdo e Roseto Valfortore, terminando poi il suo percorso alle Tre Fontane di Greci ove confluiva sul tratturello Camporeale-Foggia.[28]
- Sentiero boschivo in località Bufera (Vufara).
- Bosco Sant'Antonio in località Macchia Rossa, non distante dalla vecchia via per San Marco La Catola.
- Sorgente Fontana Uizzo.
- Torrente Gianpaolo: via d'acqua a carattere torrentizio con diverse cascate naturali lungo il percorso; nasce dalla sorgente di fontana Uizzo e si immette nel canale dei Graci (canal i recn) all'altezza della fontana del Presepe.
- Il paese è stato citato tra i luoghi simboli della "transumanza" in Italia, in occasione della proclamazione della stessa quale Patrimonio culturale immateriale dell'umanità, da parte dell'UNESCO, l'11 dicembre 2019.[29]

## Società

### Evoluzione demografica
Abitanti censiti

### Tradizioni e folclore
- Festa di Maria Santissima della Sanità, durante la quale una statua lignea della Madonna con in braccio il Bambin Gesù, rivestita delle ricche donazioni votive accumulate negli anni, viene portata in processione per le vie cittadine.[31][32]
- A gennaio si festeggia Sant’Antonio abate, con l’accensione dei falò lungo le strade del paese.[31]
- Fiera di San Luca, il 18 ottobre. Fu istituita, secondo la tradizione, da Federico II di Svevia.[31]

## Amministrazione
Di seguito è presentata una tabella relativa alle amministrazioni che si sono succedute in questo comune.
| Periodo        | Periodo        | Primo cittadino            | Partito                    | Carica  | Note   |
| -------------- | -------------- | -------------------------- | -------------------------- | ------- | ------ |
| 19 giugno 1985 | 28 maggio 1990 | Cesare Baldi               | Democrazia Cristiana       | Sindaco | [ 33 ] |
| 28 maggio 1990 | 24 aprile 1995 | Cesare Baldi               | Democrazia Cristiana       | Sindaco | [ 33 ] |
| 24 aprile 1995 | 14 giugno 1999 | Cesare Baldi               | Partito Popolare Italiano  | Sindaco | [ 33 ] |
| 14 giugno 1999 | 14 giugno 2004 | Michele Antonio Patricelli | Lista civica               | Sindaco | [ 33 ] |
| 14 giugno 2004 | 8 giugno 2009  | Michele Antonio Patricelli | Coalizione centro-sinistra | Sindaco | [ 33 ] |
| 8 giugno 2009  | 26 maggio 2014 | Cesare Baldi               | Lista civica               | Sindaco | [ 33 ] |
| 26 maggio 2014 | 27 maggio 2019 | Leonardo Russo             | Lista civica               | Sindaco | [ 33 ] |
| 27 maggio 2019 | 9 giugno 2024  | Vincenzo Zibisco           | Lista civica               | Sindaco | [ 33 ] |
| 9 giugno 2024  | in carica      | Vincenzo Zibisco           | Lista civica               | Sindaco | [ 33 ] |